# Sheba, Baby
Sheba, Baby è un film del 1975 diretto da William Girdler.
Fa parte del filone della blaxploitation, sottogenere dell'exploitation in voga negli anni settanta e omaggiata da Quentin Tarantino con il film Jackie Brown, la cui protagonista è sempre l'attrice nera di culto Pam Grier.

## Trama
Sheba Shayne, investigatrice privata di Chicago, torna nella sua città d'origine nel Kentucky per aiutare suo padre, un imprenditore locale, a difendersi da un'organizzazione criminale che lo perseguita. Durante la sua missione Sheba troverà un prezioso alleato nel suo ex fidanzato Brick.